# Can Mercer
Can Mercer és una masia de Mataró (Maresme) protegida com a bé cultural d'interès local.

## Descripció
Masia de planta baixa i pis amb cobert a dues aigües. La façana principal conserva el portal rodó d'onze dovelles. El primer pis presenta tres finestres i un balcó amb brancals i llindes de pedra del segle xviii. Hi ha un rellotge de sol situat sobre la vertical de l'entrada.
El conjunt es completa amb una era de planta circular al davant de l'edifici.